# تعظیم‌نکرده، زانونزده، شکست‌نخورده
تعظیم‌نکرده، زانونزده، شکست‌نخورده (انگلیسی: Unbowed, Unbent, Unbroken) قسمت ششم از فصل پنجمِ مجموعهٔ تلویزیونیِ خیال‌پردازانهٔ بازی تاج‌وتخت و قسمت ۴۶ از کلِ این سریال است.
فیلم‌نامه‌نویس این قسمت بریان کاگمن و کارگردان آن جرمی پودسوا است.
عنوان این سریال به شعار خانوادگیِ خاندان مارتل، «تعظیم‌نکرده، زانونزده، شکست‌نخورده» اشاره دارد که بیانگر قدرت و دوام آنهاست، اما در این سریال در تقابل با سرنوشت برخی از شخصیت‌های اصلی داستان، به‌ویژه زنان قرار می‌گیرد که رو به وخامت و تیرگی است.